# Nya högra Barga
Nya högra Barga är ett mongoliskt baner som lyder under Hulunbuirs stad på prefekturnivå i den autonoma regionen Inre Mongoliet i norra Kina. Det ligger omkring 970 kilometer nordost om regionhuvudstaden Hohhot. 